# Cartierul Ion Creangă, Făgăraș
Ion Creangă este un cartier al Municipiului Făgăraș din județul Brașov, Transilvania, România.